# Albert Tyler

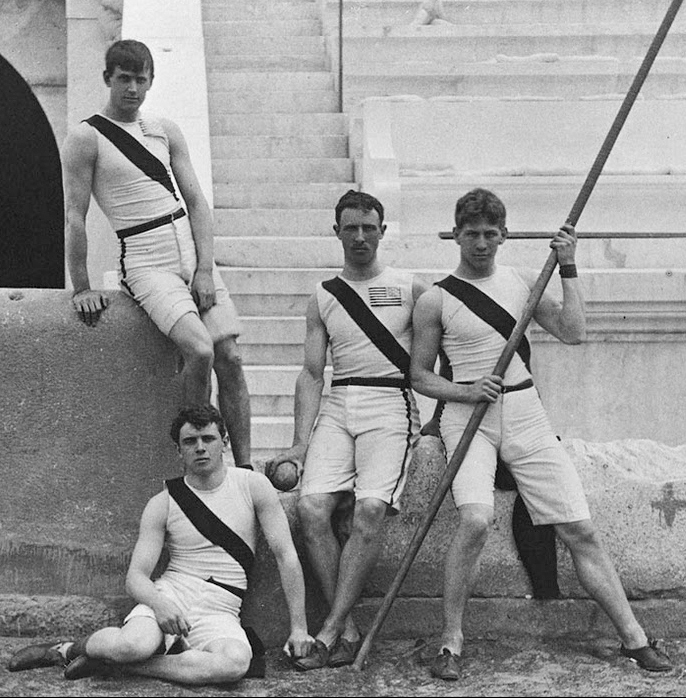
Tyler (ganz rechts) mit den anderen Princeton-Studenten bei den Olympischen Spielen 1896

Albert Tyler (Albert Clinton Tyler; * 4. Januar 1872 in Glendale, Ohio; † 25. Juli 1945 in East Harpswell, Maine) war ein US-amerikanischer Leichtathlet, der ausgangs des 19. Jahrhunderts als Stabhochspringer aktiv war. Er gehörte zusammen mit Robert Garrett, Herbert Jamison und Francis Lane zu dem Leichtathletik-Team, das die Princeton University zu den ersten Olympischen Spielen der Neuzeit 1896 in Athen entsandte.
Außer Tyler traten zum Stabhochsprungwettkampf noch sein drei Jahre jüngerer Landsmann William Hoyt sowie drei Griechen an. Die beiden Amerikaner waren überlegen, obwohl beide nicht zur damaligen Elite ihres Landes zählten. Unter den Endkampfteilnehmern der amerikanischen Meisterschaften jener Jahre taucht Albert Tyler nicht auf. Der 24-Jährige rechtfertigte jedoch seine Nominierung, da er mit einer übersprungenen Höhe von 3,20 m auf den zweiten Platz hinter Hoyt, der 10 cm höher sprang, kam und die Siegeshöhe des amerikanischen Meisters von 1896, Franklin Allis, um 3 cm übertraf. Die beiden Griechen Evangelos Damaskos und Ioannis Theodoropoulos kamen auf 2,60 m. 
Weitere Leistungen von Albert Tyler sind nicht überliefert. Eine Hochschulmeisterschaft konnte er nicht gewinnen, und an den Olympischen Spielen 1900 in Paris nahm er nicht mehr teil. 